# Denpa (cultura di massa)
Il termine denpa (電波?) identifica un soggetto eccentrico e che non cerca di connettersi con gli individui che lo circondano.

## Etimologia e storia
La parola denpa, ovvero "onde elettromagnetiche", prende origine da una serie di crimini commessi a Fukagawa (Tokyo) durante il 17 giugno 1981 da un uomo di nome Kawamata Gunji (川俣軍司?), che, mentre era sotto effetto di sostanze illecite, aggredì molti passanti ferendo a morte due casalinghe e due bambini. Quando Gunji venne condotto in tribunale, egli dichiarò che le onde elettromagnetiche gli dicevano di uccidere le persone, e invocò l'infermità mentale. Il termine giapponese denpa iniziò ad essere utilizzato nella cultura di massa sul finire degli anni ottanta con un'accezione perlopiù negativa per descrivere individui stravaganti che sognano ad occhi aperti e vivono chiusi nelle loro fantasie. L'eufemismo dispregiativo denpa-kei (電波系?) veniva usato per riferirsi a persone deliranti, inquietanti o pazzi e lunatici, ed era basato sull'idea che tali persone potessero sentire voci, vedere cose e comunicare attraverso la telepatia grazie alle onde elettromagnetiche. Data la loro stravaganza, i denpa iniziarono a essere correlati all'altrettanto insolita cultura otaku e ai frequentatori del vivace quartiere di Akihabara.